# Joseph Nduquidi
Joseph Nduquidi Diazongua Nfingui (Forbach, 31 ottobre 2004) è un calciatore francese, centrocampista del Metz.

## Biografia
Nato in Francia, ha origini angolane.

## Carriera
Nduquidi si è unito al settore giovanile della squadra della sua città a 7 anni, e nel 2013 si è trasferito al Metz. Ha iniziato ad allenarsi con le riserve nel 2021 e con la prima squadra nel 2022. Ha fatto il suo debutto in prima squadra il 30 luglio 2022 entrando nel secondo tempo nella vittoria per 3-0 contro l'Amiens.

## Statistiche

### Presenze e reti nei club
Statistiche aggiornate al 22 ottobre 2023.
| Stagione        | Squadra         | Campionato      | Campionato | Campionato | Coppe nazionali | Coppe nazionali | Coppe nazionali | Coppe continentali | Coppe continentali | Coppe continentali | Altre coppe | Altre coppe | Altre coppe | Totale | Totale | Totale |
| Stagione        | Squadra         | Comp            | Pres       | Reti       | Comp            | Pres            | Reti            | Comp               | Pres               | Reti               | Comp        | Pres        | Reti        | Pres   | Reti   |        |
| --------------- | --------------- | --------------- | ---------- | ---------- | --------------- | --------------- | --------------- | ------------------ | ------------------ | ------------------ | ----------- | ----------- | ----------- | ------ | ------ | ------ |
| 2021-2022       | Metz 2          | N3              | 13         | 0          |                 | -               | -               |                    | -                  | -                  |             | -           | -           | 13     | 0      |        |
| 2022-2023       | Metz 2          | N2              | 5          | 1          |                 | -               | -               |                    | -                  | -                  |             | -           | -           | 5      | 1      |        |
| 2022-2023       | Metz            | L2              | 14         | 0          | CF              | 2               | 0               |                    | -                  | -                  |             | -           | -           | 16     | 0      |        |
| 2023-2024       | Metz            | L1              | 4          | 0          | CF              | 0               | 0               |                    | -                  | -                  |             | -           | -           | 4      | 0      |        |
| Totale carriera | Totale carriera | Totale carriera | 36         | 1          |                 | 2               | 0               |                    | -                  | -                  |             | -           | -           | 38     | 1      |        |